# アンドルー・ブルース (第11代エルギン伯爵)
第11代エルギン伯爵・第15代キンカーディン伯爵アンドルー・ダグラス・アレグザンダー・トマス・ブルース（英: Andrew Douglas Alexander Thomas Bruce, 11th Earl of Elgin and 15th Earl of Kincardine KT、1924年2月17日 - ）は、イギリス・スコットランドの貴族。

## 経歴
1924年2月17日、第10代エルギン伯爵エドワード・ブルースとその妻キャサリン（初代カルツのコクラン男爵トマス・コクランの娘）の間の長男として生まれる。
イートン校を経てオックスフォード大学ベリオール・カレッジへ進学。
1961年から1965年にかけてフリーメイソンのスコットランド・グランドロッジ・グランドマスターを務めた。
1968年11月27日の父の死去で爵位を襲爵し、貴族院議員に列する。
1980年から1981年にかけてはスコットランド教会総会への勅使を務めた。1987年から1999年までファイフ知事を務める。
ブルース氏族の族長（Chief）であり、ブルース家族会の長である。

## 栄典

### 爵位
1968年11月27日の父エドワード・ブルースの死去により以下の爵位を継承した。
- 第11代エルギン伯爵 (11th Earl of Elgin)
(1633年6月21日の勅許状によるスコットランド貴族爵位)
- 第15代キンカーディン伯爵 (15th Earl of Kincardine)
(1647年12月26日の勅許状によるスコットランド貴族爵位)
- キンロスの第11代ブルース卿 (11th Lord Bruce of Kinloss)
(1633年6月21日の勅許状によるスコットランド貴族爵位)
- トーリーの第15代ブルース卿 (15th Lord Bruce of Torry)
(1647年12月26日の勅許状によるスコットランド貴族爵位)
- エルギンの第4代エルギン男爵 (4th Baron Elgin, of Elgin)
(1849年11月13日の勅許状による連合王国貴族爵位)

### 勲章
- 1981年、シッスル勲章ナイト(KT)
- 1994年、国王のノルウェー功労勲章（ノルウェー語 (ニーノシュク)版、ノルウェー語版）(ノルウェー勲章)

## 家族
1959年にヴィクトリア・アッシャーと結婚し、彼女との間に以下の5子を儲ける。
- 第1子（長女）ジョージアナ・メアリー・ブルース（1960年 - ）
- 第2子（長男）チャールズ・エドワード・ブルース（1961年 - ） - 爵位の法定推定相続人。儀礼称号でブルース卿
- 第3子（次女）アントニア・キャサリン・ブルース（1964年 - ）
- 第4子（次男）アダム・ロバート・ブルース（英語版）（1968年 - ）
- 第5子（三男）アレグザンダー・ヴィクター・ブルース（1971年 - ）